# Осада Бени-Валида (2012)
Осада Бени-Валида — вооружённый конфликт в Ливии осенью 2012 года.

## Предыстория
Бени-Валид является городом в оазисе в западной Ливии, который имеет историческое соперничество с городом Мисурата. Во время гражданской войны в 2011 году Бени-Валид оставался оплотом поддержки для правительства Муаммара Каддафи до самого конца войны, в то время как Мисурата был одним из первых городов, поднявших восстание и выдержавшая многомесячную осаду. После окончания войны руководство ополчения Мисураты приложило усилия, чтобы захватить тех людей, которые, по их мнению, были связаны с предыдущим режимом.
После ряда злоупотреблений местные ополченцы в Бени-Валиде в январе 2012 года отбили свой город и изгнали новую власть. Также местные ополченцы были причастны к ответным похищениям из Мисураты в течение 2012 года.
В июле, в то время они держали двух журналистов из Мисураты, бойцы из Бени-Валида взяли в плен и пытали ополченца Омрана Шаабана, одного из тех, кто захватил Каддафи в конце боя за Сирт. Позже он скончался от ран. В ответ ливийский Конгресс санкционировал применение силы против Бени-Валида, чтобы арестовать тех, кто ответственен за его смерть, установив срок до 5 октября, чтобы город мог их выдать сам. Местный совет в Бени-Валиде отклонил этот ультиматум, заявив, что в Ливии нет справедливой судебной системы.
После этого события вооруженные силы нового правительства и союзные независимые боевики начали осаду города.

## Осада
В конце сентября Бригада «Ливийский Щит», подчиняющаяся ливийскому правительству и ополченцы из Мисураты перекрыли дороги, ведущие к Бени-Валиду, перекрыв поставки гражданских грузов в город. Amnesty International выступила против осады города.
2 октября вспыхнули столкновения между проправительственными ополченцами из Мисураты и местными милиционерами в Бени-Валиде. Один человек был убит и 5-10 были ранены.
10 октября произошли новые жестокие столкновения между ополченцами Бени-Валида и Мисураты в долине Мардум, в 10 км к востоку от Бени-Валида. Один боец антиправительственных сил был убит, а двое получили ранения, в то время как в целом погибло 10 человек. 5-10 гражданских лиц погибли в результате обстрела города ополченцами Мисураты, но некоторые грузы удалось успешно доставить в город.
17 октября Бени-Валид был обстрелян ещё раз пока шли столкновения. Пять проправительственных милиционеров были убиты и 44 ранены в боях, также семь жителей Бени-Валида погибли при обстреле и 75 были ранены.
18 октября около 2000 солдат ливийских национальной армии и союзных ополченцев, в основном из города Мисурата, начали, после неудачных переговоров между правительством и местным советом, полномасштабное наступление на Бени-Валид. Пресс-секретарь министерство обороны заявил, что армия быстро продвигается и заняла аэропорт и блокировала центр города. Это было опровергнуто жителями города, которые утверждали, что аэропорт контролируют местные ополченцы и что армия не вошла в город. В то же время начальник штаба ливийской армии, Юсеф аль-Мангуш, заявил, что армия войдёт в город, чтобы взять на себя функции обеспечения безопасности. Он добавил, что он надеется, что армия войдёт в город мирно.
19 октября ополченцы из Мисураты и Ливийская армия отступили и председатель переходного съезда установил 48-часовой режим прекращения огня, осуждая «несанкционированного» нападение на город ополченцами из Мисураты и правительственными силами. Восемь солдат правительственных войск и милиции были убиты в боях, и 12 человек из Бани-Валида, ополченцы и мирные жители. Ливийский офицер сказал, что объявление о прекращении огня было сделано, чтобы позволить гражданским лицам покинуть город, но местные жители сообщили, что они не собираются уходить из своего города.
Проправительственные силы расположились в около 25 милях от города, в местности, захваченной во время наступления между 16 и 18 октября. Несмотря на заявления от Мухаммеда аль-Макрифа, о прекращении огня, Ливийская армия и союзная милиция стала готовить ещё один штурм, подтягивая тяжелые вооружения и боеприпасы к полю боя.
Обстрел города и его окрестностей продолжился, несмотря на прекращение огня, пять жителей, включая ребенка, были убиты и 40 домов разрушены ракетами, выпущенными ополченцами ИЗ Мисураты. Обстрел был сосредоточен на долине Мардума. Военный комендант Бане-Валида заявил, что его войска всё также полностью контролируют город. Силы «Ливийского щита» и ополченцы Мисураты заявили, что их наступление было санкционировано правительством, в то время как военный правительственный чиновник это отрицал, что ещё больше усилило путаницу. Также проходящие параллельно переговоры между представителями Бени-Валида и ополченцами Мисураты о мирном решении конфликта провалились.
20 октября ополченцы Мисурата предприняли ещё один штурм на Бени-Валида, пытаясь прорваться к центру города. По меньшей мере девять солдат ополчения были убиты и еще 122 получили ранения. Число погибших было позже уточнено до 22 убитых ополченцев из Мисураты и более 200 раненых, в то время как число жертв в Бени-Валиде насчитывало четырех убитых, включая молодую девушку, и 23 раненых.
Гражданские лица стали покидать Бани-Валид из-за хаотичных обстрелов, из-за которых гибли мирные жители, а также отсутствия продовольствия и питьевой воды. Правоохранители, проверявшие их на блок-постах, сообщили, что у них есть список разыскиваемых лиц, жителей Бани-Валида, и что кроме них, сотни других боевиков защищают город.
21 октября обстрел со стороны ополченцев Мисурата по городу возобновился, над некоторыми частями города был дым, сообщил Абделькарим Гомайд, комендант Бени-Валида. Он также добавил, что они отбили 16 вооруженных автомобилей у ополченцев Мисураты. Бои возобновились после того как ополченцы Мисураты и правительственные силы перегруппировались после кровавых потерь, понесенных накануне. Местный житель рассказал, что столкновения происходили на окраине города, но они были менее интенсивными, чем в предыдущий день. Один из ополченцев из Мисураты сообщил, что боевики в Бени-Валиде были хорошо вооружены и что боевые действия продолжаются у Вади-Динара, в 30 милях от центра города, и что обороняющиеся вели огонь с двух вершин холма. Он добавил, что штурм города займет некоторое время. В тот же день в Триполи около 500 протестующих вторглись на территорию ливийского парламента в знак протеста против штурма Бени-Валида.
22 октября в результате новых столкновений возле города погибли еще два проправительственных бойца.
23 октября полковник Али аль-Шехили заявил, что правительственная армия захватила аэропорт, больницу и другие ключевые точки. Взятие аэропорта вместе с военной оккупацией районов на окраине Мордум, Шмеаг и Тниена было подтверждено одним из беженцев, покинувших город. Полковник сказал, что армия встретила небольшое сопротивление и сказал, что бои в городе продолжаются. Местный житель добавил, что армия вошла в город с бульдозерами, разрушающими дома.
24 октября проправительственные боевики, в основном из бригады «Ливийский щит», ополчение под командованием Министерства обороны, взяли под контроль центр города. Тем не менее армейские и ополченческие подразделения все ещё сталкивались с сопротивлением в некоторых частях города. Защитники отступили из города в близлежащие долины.
25 октября сторонники Муммара Каддафи в последний раз оказали сопротивление в Бени-Валиде, чтобы быть рассеянными к следующему дню, когда проправительственные силы свободно перемещались по городу.

## Последствия
30 октября министр обороны Ливии Усама аль-Джувайл вступил в конфликт с начальником штаба армии Юсефом Мангушем из-за контроля армии над городом. В то время как Мангуш утверждал, что военные действия прекратились и город находится под армейским контролем, министр обороны заявил, что ополченцы не подчиняются командованию армии, и именно они, а не сама армия, контролируют Бани-Валид. Это был не первый раз, когда Мангуш и Джувайл разошлись во мнениях.
По сообщениям СМИ беженцам на тот момент всё ещё не разрешалось возвращаться в свои дома, а журналистам запрещался въезд в город вместе солдатами и ополченцами, также развернувшими свои контрольно-пропускные пункты на окраинах города, несмотря на обещания командования армии о праве на возвращение.
1 ноября репортер «Франс-Пресс» смог попасть в город и сообщил о значительном ущербе в результате боевых действий. Жилой район недалеко от университета, несколько зданий в районе Гвайда, и несколько общественных зданий были уничтожены в результате пожаров, в которых местные медики обвиняли ополченцев из Бани-Валида и Мисурата, а также обычных преступников. Корреспондент также был свидетелем трех отдельных случаев краж со стороны ополченцев из Мисураты. Город по-прежнему оставался практически пустым, в центре было всего несколько полицейских и армейских патрулей.
16 декабря в Бани-Валиде вспыхнули новые бои. Сотрудники сил безопасности столкнулись с вооруженными людьми в центральной части района Дахра в Бени-Валиде, в результате чего трое военнослужащих погибли и ряд других сотрудников сил безопасности получили ранения. Агентство «Франс-Пресс» сообщило, что вооруженные люди убили четырех полицейских и двух солдат в ходе отдельных нападений в Ливии, в том числе в бывшем бастионе режима Муаммара Каддафи, который был свергнут в прошлом году, сообщили представители служб безопасности (недоступная ссылка).
5 октября 2013 года боевики убили по меньшей мере 12 ливийских солдат в нападении на контрольно-пропускном пункте в районе города Бени-Валид, бывшем оплоте сторонников Муаммара Каддафи, сообщили представители сил безопасности. «Засада произошла на дороге между Бени-Валидом и городом Тархуна, в месте, где был контрольно-пропускной пункт. Солдаты попали под обстрел. От 12 до 15 солдат были убиты», — сказал Али Шейхи, пресс-секретарь начальника штаба армии.